# خربز
شهر قدیمی خربز واقع در قشم در بخش مرکزی از توابع شهرستان قشم در استان هرمزگان و یکی از نقاط دیدنی استان هرمزگان در جنوب ایران است.
این شهر تاریخی هنگام حفاری‌های باستان‌شناسی در جزیره قشم آثار یک شهر قدیمی کشف شد. این شهر که تا قرن چهارم هجری قمری شهری آباد بوده‌است به دوره ساسانیان مربوط است. در حفاری‌های انجام شده، سفالینه‌ها و آثار بسیاری از محل به دست آمده‌است. طول تقریبی شهر خربز هفت کیلومتر است و از منابع آب شیرین برخوردار است.